# 細波光鰓魚
細波光鰓魚（學名：Pomachromis exilis），為輻鰭魚綱雀鯛科波光鰓魚屬下的一個種，分布於中西太平洋馬紹爾群島和加羅林群島海域，深度3至12公尺，本魚體呈橢圓形且側扁，吻部圓鈍，體被櫛鱗，本魚體呈淺綠色，尾柄上有一個獨特的細長深色斑點，上胸腋上有一個大黑點，背鰭硬棘14枚、背鰭軟條12-13枚、臀鰭硬棘2枚、臀鰭軟條12-13枚，體長可達5公分，棲息在潟湖及臨海礁石區，以浮游生物為食，繁殖期時成對出現，雄魚會守護卵直到孵化，生活習性不明。